# سسنا سی‌آر-۱
سسنا سی‌آر-۱ (به انگلیسی: Cessna CR-1) یک هواگرد ساختِ کارخانهٔ سسنا در کشور ایالات متحده آمریکا است .